# Hydrellia manitobae
Hydrellia manitobae är en tvåvingeart som beskrevs av Deonier 1971. Hydrellia manitobae ingår i släktet Hydrellia och familjen vattenflugor. Inga underarter finns listade i Catalogue of Life.